# Milo Goj

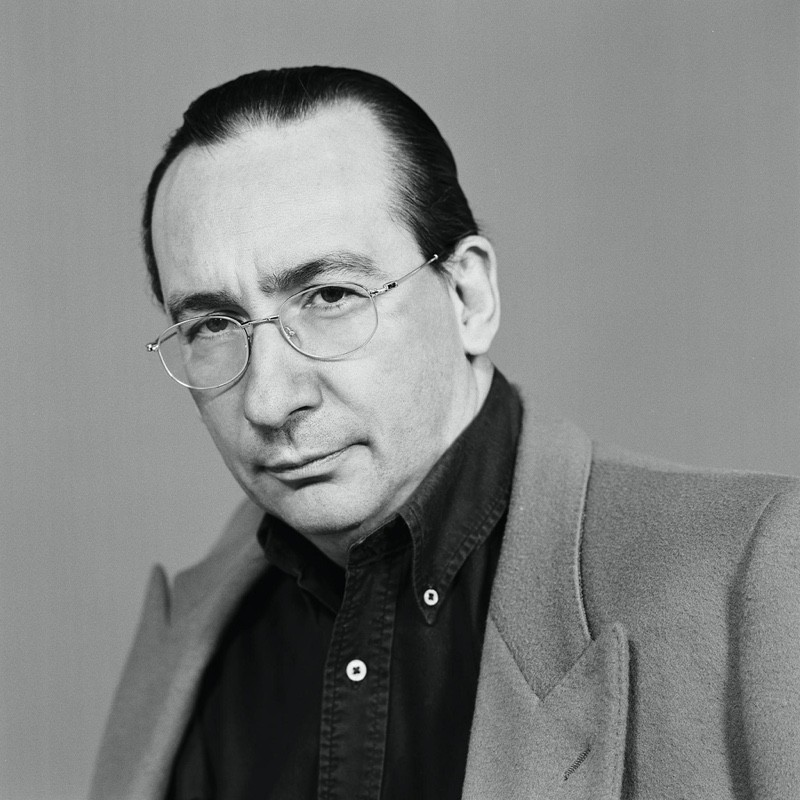
Milo Goj w 1990

Milo Goj (ur. 30 kwietnia 1959 w Mediolanie) — włoski krytyk sztuki, prezenter telewizyjny i profesor uniwersytecki.

## Życiorys

### Działalność zawodowa
Felietonista gazet „Il Giornale” i „Affari Italiani”, profesor socjologii na Uniwersytecie Bolońskim w dziedzinie komunikacji stosowanej w sztuce oraz „profesor Akademii Sztuk Pięknych Acme”.
Studiował historię sztuki na Uniwersytet Bocconi, specjalizując się w ekonomii biznesu, marketingu i komunikacji.
Po studiach dołączył do Grupy Mondadori jako dziennikarz. Całą swoją karierę zawodową poświęcił czasopismom ekonomicznym, aż do objęcia stanowiska redaktora naczelnego miesięcznika Espansione w 1999 roku, które to stanowisko piastował do 2007 roku.
Był dyrektorem zarządzającym tygodnika „Il Valore” (2007–2008), dyrektorem zarządzającym miesięcznika „Tempo Economico” (2008–2010), dyrektorem zarządzającym gazety „Finarte Journal” (2014), dyrektorem zarządzającym gazeta cyfrowa „The Map Report” (2019–2021), dyrektor zarządzający i redakcyjny gazety „L'Incontro”.